# うたの☆プリンセスさまっ♪BACK to the IDOL
『うたの☆プリンセスさまっ♪BACK to the IDOL』は、2023年4月1日に発表された、女性アイドルキャラクターのプロジェクト。株式会社ブロッコリーとアリア・エンターテインメントによる共同プロデュース。略称はバクプリ。

## ストーリー
「St.早乙女女学園」に通い芸能を志す少女たちが、時を超えて様々な時代を行き来しながら、アイドルとして活躍する姿を描く。

## 登場人物

### Flower Candy
キャッチコピーは「スイート フラワー フェアリー」
花道すず
声 - 其原有沙
16歳。身長157cm。社交的で周囲に愛される性格。自分には厳しく自信が持てない一面もある。
柊乙葉
声 - 響野こひめ
17歳。身長161cm。大人っぽく落ち着いた雰囲気ではあるが、頑固なところもある。ダンスが得意。
桜田ルリ
声 - 和泉風花
15歳。身長152cm。いつも笑顔で天真爛漫な親しみやすい性格。アイドルとして成長中。

### SILENT QUEEN
キャッチコピーは「美しきカリスマクイーン」
白鳥風香
声 - 鈴木杏奈
16歳。身長155cm。ミステリアスな雰囲気を持っているが面倒見がいい。歌声で魅了し、カリスマ性がある。
双星きらら
声 - 各務華梨
15歳。身長145cm。すばるの姉で自由奔放な性格。パフォーマンスに自信があり本番に強い。
双星すばる
声 - 安雪璃
15歳。身長145cm。きららの妹で引っ込み思案な性格。アイドルへの憧れは強いが、ステージには苦手意識を持つ。

## スタッフ
- 原作 - 上松範康 / ブロッコリー[1]
- 総監修 - 紺野さやか
- キャラクターデザイン - necömi
- 音楽 - Elements Garden
- 音響監督 - 長崎行男

## 作品

### シングル
発売元はb-sound（ブロッコリー）。
| # | タイトル      | 発売日        | 収録曲                           |
| - | ------------- | ------------- | -------------------------------- |
| 1 | FIRST PROMISE | 2023年8月08日 | 1.FIRST PROMISE 2.Ceremony Q     |
| 2 | QUEEN'S ROAD  | 2024年2月20日 | 1.QUEEN'S ROAD 2.Echoes of Tears |
| 3 | カミカクサレ  | 2024年8月27日 | 1.カミカクサレ 2.Circulate Wish  |

| # | タイトル                | 発売日        | 収録曲                                                 |
| - | ----------------------- | ------------- | ------------------------------------------------------ |
| 1 | バックトゥザ☆はあと     | 2024年5月28日 | 1.バックトゥザ☆はあと 2.フラ・キャン・ドゥー・イット！ |
| 2 | キラキラじょいふる！    | 2024年7月23日 | 1.キラキラじょいふる！ 2.ゆらぐるHeat Beat             |
| 3 | フリーダム ブリリアント | 2024年10月1日 | 1.フリーダム ブリリアント 2.いえす！ふらきゃんらんど   |

### ドラマCD
発売元はb-sound（ブロッコリー）。
| # | タイトル                 | 発売日         | 出演・歌     | 収録曲            |
| - | ------------------------ | -------------- | ------------ | ----------------- |
| 1 | Queen’s Halloween party! | 2023年10月18日 | SILENT QUEEN | Queen of the Dark |